# Strażnica Suliszowice
Strażnica Suliszowice (Strażnica w Suliszowicach) – ruiny murowanej strażnicy obronnej, znajdujące się w pobliżu wsi Suliszowice na Wyżynie Krakowsko-Częstochowskiej.

## Zarys historii
Strażnica została wzniesiona prawdopodobnie przez Kazimierza Wielkiego lub przez Władysława Opolczyka w latach 1370-1391 na szczycie samotnej skały (ok. 400 m n.p.m.). Po raz pierwszy była wzmiankowana dopiero w 1581 roku i już wtedy była prawdopodobnie opuszczona. Składała się z dwóch części, górnej na 15-20-metrowej skale i dolnej otoczonej wałem i fosą. Do dziś zachował się odcinek muru z łamanych kamieni wapiennych o długości 19,5 m i grubości dochodzącej do 1,8 m oraz relikty zabudowań u podnóża skały.
W latach 70. XX wieku na majdanie wybudowano dom letniskowy, a całość założenia ogrodzono.